# Pau Sintes Juanico
Pau Sintes Juanico   (Alaior, 2000) és un cuiner menorquí.
En 2022, es va graduar en ciències culinàries i gastronòmiques al CETT, el centre universitari de turisme, hoteleria i gastronomia adscrit a la Universitat de Barcelona. Poc després, va guanyar el premi European Young Chef, que es va celebrar en la ciutat noruega de Trøndheim, amb una versió de les albergínies plenes, un plat tradicional menorquí.